# هينك برونا
هينك برونا (بالهولندية: Henk Bruna)‏ هو ناشر هولندي، ولد في 11 يونيو 1916 في أوترخت في هولندا، وتوفي في 27 فبراير 2008 في Huis ter Heide, Utrecht ‏ في هولندا.